# Ukrainische Snooker-Meisterschaft 2020
Die ukrainische Snooker-Meisterschaft 2020 war ein Snookerturnier, das vom 18. bis 21. September 2020 im BK Lider in der ukrainischen Hauptstadt Kiew stattfand.
Ukrainischer Meister wurde Denys Chmelewskyj, der im Finale den Titelverteidiger Anton Kasakow mit 4:2 besiegte. Den dritten Platz belegten der ehemalige Poolbillard-Europameister Witalij Pazura und Kyrylo Bajdala. Der Vorjahresdritte Julian Bojko hatte sich im Frühjahr für die Main Tour qualifiziert und spielte gleichzeitig beim European Masters in England, weshalb er nicht teilnehmen konnte.
Zum ersten Mal seit 2015 wurde wieder ein separater Damenwettbewerb ausgetragen. Ljubow Schyhajlowa gewann durch einen 2:1-Finalsieg gegen Marharyta Lissowenko den Titel. Wiktorija Nahorna und Bohdana Solomka kamen auf Rang drei, Titelverteidigerin Marija Issajenko hingegen nahm nicht teil.

## Herrenturnier

### Modus
Die 42 Teilnehmer wurden in zehn Gruppen eingeteilt, in denen sie im Rundenturniermodus gegeneinander antraten. Die zwei Bestplatzierten jeder Gruppe qualifizierten sich für die Finalrunde, in der das Turnier im K.-o.-System fortgesetzt wurde. Nachdem zuletzt dreimal in Folge nur Ukrainer teilgenommen hatten, nahmen nun wieder vier Moldauer teil:
- Pavel Baciu
- Ilya Kislyakov
- Matwij Lahodsynskyj
- Alexander Sturza

### Turnierverlauf
Drei Spieler kamen ohne Frameverlust durch die Vorrunde; Titelverteidiger Anton Kasakow, Mykyta Rudenko und der ehemalige Poolbillard-Europameister Witalij Pazura. In fünf weiteren Gruppen verlor der Gruppenerste keine Partie, darunter Denys Chmelewskyj und der Moldauer Pavel Baciu. Sehr knapp gestalteten sich die Gruppen C und E, in denen bis zuletzt alle vier Spieler eine Chance auf das Weiterkommen hatten. Zu den fünf Spielern, die kein Frame gewannen gehörten unter anderem der ehemalige Seniorenmeister Witalij Jazenko und der zweimalige Halbfinalist Walerij Kowtun.
Im Achtelfinale schieden drei Gruppensieger aus; Heorhij Petrunko unterlag dem U18-Meister Kyrylo Bajdala, der in seiner Gruppe Zweiter geworden war und nun erstmals über die Runde der letzten 16 hinaus kam. Die beiden anderen verloren jeweils im Duell zweier Gruppensieger, Pavel Baciu gegen Serhij Petrasch und Petro Sydorenko gegen Jurij Semko. Ebenfalls in der Runde der letzten 16 schied der neunjährige Matwij Lahodsynskyj aus, der jüngste Teilnehmer des Turniers.
Zu einer sehr knappen Begegnung kam es im Viertelfinale, als mit Anton Kasakow und Serhij Petrasch die beiden einzigen Teilnehmer aufeinandertrafen, die bereits ukrainischer Meister geworden waren. Petrasch hatte bereits mit 2:1 geführt, doch Kasakow glich aus und setzte sich im Decider auf die letzte schwarze Kugel durch. Die anderen Partien dieser Runde gestalteten sich deutlicher; Kyrylo Bajdala (3:1 gegen Wladyslaw Chymytsch), Denys Chmelewskyj (3:0 gegen Mykyta Rudenko) und Witalij Pazura (3:0 gegen Jurij Semko) zogen jeweils zum ersten Mal in ihrer Karriere ins Halbfinale der Snooker-Meisterschaft ein.
Im ersten Semifinale kam es zum Aufeinandertreffen des 14-jährigen Kyrylo Bajdala mit dem 15-jährigen Anton Kasakow. Bajdala ging mit 1:0 in Führung, bevor Kasakow das Spiel zu einem 3:1-Sieg drehte. Im zweiten Halbfinale gewann der 25-jährige Denys Chmelewskyj die ersten beiden Frames. Anschließend kam der zwei Jahre jüngere zweimalige Studentenmeister Witalij Pazura auf 1:2 heran, bevor Chmelewskyj sich schließlich mit 3:1 durchsetzte.
Im Finale wurde Denys Chmelewskyj durch einen 4:2-Sieg gegen Anton Kasakow ukrainischer Meister.

### Vorrunde

#### Gruppe A
| Platz | Spieler             | G | V | Frames |
| ----- | ------------------- | - | - | ------ |
| 1     | Anton Kasakow       | 4 | 0 | 8:0    |
| 2     | Artem Surschykow    | 3 | 1 | 6:3    |
| 3     | Taras Uljantschenko | 2 | 2 | 5:5    |
| 4     | Mykola Nykyforow    | 1 | 3 | 3:6    |
| 5     | Ali Moradi          | 0 | 4 | 0:8    |

| Spiel | Spieler 1           | Ergebnis | Spieler 2           |
| ----- | ------------------- | -------- | ------------------- |
| 1     | Anton Kasakow       | 02:02    | Artem Surschykow    |
| 2     | Mykola Nykyforow    | 02:02    | Ali Moradi          |
| 3     | Anton Kasakow       | 02:02    | Taras Uljantschenko |
| 4     | Artem Surschykow    | 02:02    | Ali Moradi          |
| 5     | Anton Kasakow       | 02:02    | Ali Moradi          |
| 6     | Taras Uljantschenko | 12:12    | Mykola Nykyforow    |
| 7     | Anton Kasakow       | 02:02    | Mykola Nykyforow    |
| 8     | Taras Uljantschenko | 21:21    | Artem Surschykow    |
| 9     | Mykola Nykyforow    | 20:20    | Artem Surschykow    |
| 10    | Ali Moradi          | 20:20    | Taras Uljantschenko |

#### Gruppe B
| Platz | Spieler             | G | V | Frames |
| ----- | ------------------- | - | - | ------ |
| 1     | Serhij Petrasch     | 3 | 1 | 7:2    |
| 2     | Matwij Lahodsynskyj | 3 | 1 | 6:3    |
| 3     | Alexander Sturza    | 3 | 1 | 7:4    |
| 4     | Bohdan Tschubarow   | 1 | 3 | 3:7    |
| 5     | Andrij Makjejew     | 0 | 4 | 1:8    |

| Spiel | Spieler 1           | Ergebnis | Spieler 2           |
| ----- | ------------------- | -------- | ------------------- |
| 1     | Serhij Petrasch     | 02:02    | Andrij Makjejew     |
| 2     | Alexander Sturza    | 21:21    | Matwij Lahodsynskyj |
| 3     | Serhij Petrasch     | 02:02    | Bohdan Tschubarow   |
| 4     | Andrij Makjejew     | 20:20    | Matwij Lahodsynskyj |
| 5     | Serhij Petrasch     | 02:02    | Matwij Lahodsynskyj |
| 6     | Bohdan Tschubarow   | 21:21    | Alexander Sturza    |
| 7     | Serhij Petrasch     | 21:21    | Alexander Sturza    |
| 8     | Bohdan Tschubarow   | 12:12    | Andrij Makjejew     |
| 9     | Alexander Sturza    | 02:02    | Andrij Makjejew     |
| 10    | Matwij Lahodsynskyj | 02:02    | Bohdan Tschubarow   |

#### Gruppe C
| Platz | Spieler            | G | V | Frames |
| ----- | ------------------ | - | - | ------ |
| 1     | Jurij Semko        | 2 | 1 | 5:2    |
| 2     | Maksym Kunyzja     | 2 | 1 | 4:4    |
| 3     | Oleksij Jermolenko | 1 | 2 | 3:4    |
| 4     | Andrij Lewyzkyj    | 1 | 2 | 2:4    |

| Spiel | Spieler 1          | Ergebnis | Spieler 2          |
| ----- | ------------------ | -------- | ------------------ |
| 1     | Jurij Semko        | 02:02    | Oleksij Jermolenko |
| 2     | Maksym Kunyzja     | 20:20    | Andrij Lewyzkyj    |
| 3     | Jurij Semko        | 02:02    | Andrij Lewyzkyj    |
| 4     | Oleksij Jermolenko | 21:21    | Maksym Kunyzja     |
| 5     | Jurij Semko        | 21:21    | Maksym Kunyzja     |
| 6     | Andrij Lewyzkyj    | 20:20    | Oleksij Jermolenko |

#### Gruppe D
| Platz | Spieler              | G | V | Frames |
| ----- | -------------------- | - | - | ------ |
| 1     | Wladyslaw Chymytsch  | 3 | 0 | 6:1    |
| 2     | Kyrylo Bajdala       | 2 | 1 | 5:2    |
| 3     | Kostjantyn Korolenko | 1 | 2 | 2:4    |
| 4     | Witalij Jazenko      | 0 | 3 | 0:6    |

| Spiel | Spieler 1            | Ergebnis | Spieler 2            |
| ----- | -------------------- | -------- | -------------------- |
| 1     | Kyrylo Bajdala       | 02:02    | Witalij Jazenko      |
| 2     | Kostjantyn Korolenko | 20:20    | Wladyslaw Chymytsch  |
| 3     | Kyrylo Bajdala       | 21:21    | Wladyslaw Chymytsch  |
| 4     | Witalij Jazenko      | 20:20    | Kostjantyn Korolenko |
| 5     | Kyrylo Bajdala       | 02:02    | Kostjantyn Korolenko |
| 6     | Wladyslaw Chymytsch  | 02:02    | Witalij Jazenko      |

#### Gruppe E
| Platz | Spieler            | G | V | Frames |
| ----- | ------------------ | - | - | ------ |
| 1     | Denys Chmelewskyj  | 3 | 0 | 6:1    |
| 2     | Danylo Woloschynow | 1 | 2 | 3:4    |
| 3     | Ilya Kislyakov     | 1 | 2 | 3:5    |
| 4     | Petro Surschykow   | 1 | 2 | 3:5    |

| Spiel | Spieler 1          | Ergebnis | Spieler 2          |
| ----- | ------------------ | -------- | ------------------ |
| 1     | Denys Chmelewskyj  | 02:02    | Danylo Woloschynow |
| 2     | Ilya Kislyakov     | 12:12    | Petro Surschykow   |
| 3     | Denys Chmelewskyj  | 02:02    | Petro Surschykow   |
| 4     | Danylo Woloschynow | 02:02    | Ilya Kislyakov     |
| 5     | Denys Chmelewskyj  | 12:12    | Ilya Kislyakov     |
| 6     | Petro Surschykow   | 12:12    | Danylo Woloschynow |

#### Gruppe F
| Platz | Spieler        | G | V | Frames |
| ----- | -------------- | - | - | ------ |
| 1     | Pavel Baciu    | 3 | 0 | 6:2    |
| 2     | Andrij Schulha | 2 | 1 | 5:3    |
| 3     | Roman Herjak   | 1 | 2 | 3:5    |
| 4     | Roman Blakyta  | 0 | 3 | 2:6    |

| Spiel | Spieler 1      | Ergebnis | Spieler 2     |
| ----- | -------------- | -------- | ------------- |
| 1     | Andrij Schulha | 12:12    | Roman Blakyta |
| 2     | Pavel Baciu    | 12:12    | Roman Herjak  |
| 3     | Andrij Schulha | 02:02    | Roman Herjak  |
| 4     | Roman Blakyta  | 20:20    | Pavel Baciu   |
| 5     | Andrij Schulha | 21:21    | Pavel Baciu   |
| 6     | Roman Herjak   | 12:12    | Roman Blakyta |

#### Gruppe G
| Platz | Spieler         | G | V | Frames |
| ----- | --------------- | - | - | ------ |
| 1     | Mykyta Rudenko  | 3 | 0 | 6:0    |
| 2     | Arsen Petrossow | 2 | 1 | 4:2    |
| 3     | Stepan Petrus   | 1 | 2 | 2:4    |
| 4     | Dmytro Dobje    | 0 | 3 | 0:6    |

| Spiel | Spieler 1       | Ergebnis | Spieler 2      |
| ----- | --------------- | -------- | -------------- |
| 1     | Arsen Petrossow | 02:02    | Stepan Petrus  |
| 2     | Mykyta Rudenko  | 02:02    | Dmytro Dobje   |
| 3     | Arsen Petrossow | 02:02    | Dmytro Dobje   |
| 4     | Stepan Petrus   | 20:20    | Mykyta Rudenko |
| 5     | Arsen Petrossow | 20:20    | Mykyta Rudenko |
| 6     | Dmytro Dobje    | 20:20    | Stepan Petrus  |

#### Gruppe H
| Platz | Spieler              | G | V | Frames |
| ----- | -------------------- | - | - | ------ |
| 1     | Petro Sydorenko      | 3 | 0 | 6:2    |
| 2     | Dmytro Ossypenko     | 2 | 1 | 5:3    |
| 3     | Artur Mytko          | 1 | 2 | 4:4    |
| 4     | Mochammed Al-Karmaly | 0 | 3 | 0:6    |

| Spiel | Spieler 1            | Ergebnis | Spieler 2            |
| ----- | -------------------- | -------- | -------------------- |
| 1     | Dmytro Ossypenko     | 21:21    | Petro Sydorenko      |
| 2     | Artur Mytko          | 02:02    | Mochammed Al-Karmaly |
| 3     | Dmytro Ossypenko     | 02:02    | Mochammed Al-Karmaly |
| 4     | Petro Sydorenko      | 12:12    | Artur Mytko          |
| 5     | Dmytro Ossypenko     | 12:12    | Artur Mytko          |
| 6     | Mochammed Al-Karmaly | 20:20    | Petro Sydorenko      |

#### Gruppe I
| Platz | Spieler          | G | V | Frames |
| ----- | ---------------- | - | - | ------ |
| 1     | Heorhij Petrunko | 3 | 0 | 6:1    |
| 2     | Oleh Waskowskyj  | 2 | 1 | 4:2    |
| 3     | Andrij Kulbako   | 1 | 2 | 3:4    |
| 4     | Walerij Kowtun   | 0 | 3 | 0:6    |

| Spiel | Spieler 1        | Ergebnis | Spieler 2        |
| ----- | ---------------- | -------- | ---------------- |
| 1     | Oleh Waskowskyj  | 20:20    | Heorhij Petrunko |
| 2     | Walerij Kowtun   | 20:20    | Andrij Kulbako   |
| 3     | Oleh Waskowskyj  | 02:02    | Andrij Kulbako   |
| 4     | Heorhij Petrunko | 02:02    | Walerij Kowtun   |
| 5     | Oleh Waskowskyj  | 02:02    | Walerij Kowtun   |
| 6     | Andrij Kulbako   | 21:21    | Heorhij Petrunko |

#### Gruppe J
| Platz | Spieler             | G | V | Frames |
| ----- | ------------------- | - | - | ------ |
| 1     | Witalij Pazura      | 3 | 0 | 6:0    |
| 2     | Wadym Korjahin      | 2 | 1 | 4:2    |
| 3     | Stepan Deljatynskyj | 1 | 2 | 2:4    |
| 4     | Andrij Butschynskyj | 0 | 3 | 0:6    |

| Spiel | Spieler 1           | Ergebnis | Spieler 2           |
| ----- | ------------------- | -------- | ------------------- |
| 1     | Stepan Deljatynskyj | 20:20    | Wadym Korjahin      |
| 2     | Witalij Pazura      | 02:02    | Andrij Butschynskyj |
| 3     | Stepan Deljatynskyj | 02:02    | Andrij Butschynskyj |
| 4     | Wadym Korjahin      | 20:20    | Witalij Pazura      |
| 5     | Stepan Deljatynskyj | 20:20    | Witalij Pazura      |
| 6     | Andrij Butschynskyj | 20:20    | Wadym Korjahin      |

### Finalrunde

#### Runde der letzten 20
| Spiel | Spieler 1        | Ergebnis | Spieler 2          |
| ----- | ---------------- | -------- | ------------------ |
| 1     | Dmytro Ossypenko | 12:12    | Oleh Waskowskyj    |
| 7     | Kyrylo Bajdala   | 12:12    | Danylo Woloschynow |
| 10    | Maksym Kunyzja   | 20:20    | Wadym Korjahin     |
| 15    | Arsen Petrossow  | 02:02    | Andrij Schulha     |

#### Achtelfinale bis Finale
|  | Achtelfinale        | Achtelfinale |                     |                   | Viertelfinale     | Viertelfinale |  |  | Halbfinale | Halbfinale |  |  | Finale | Finale |
|  |                     |              |                     |                   |                   |               |  |  |            |            |  |  |        |        |
|  |                     |              |                     |                   |                   |               |  |  |            |            |  |  |        |        |
|  | Anton Kasakow       | 2            |                     |                   |                   |               |  |  |            |            |  |  |        |        |
|  | Dmytro Ossypenko    | 0            |                     |                   |                   |               |  |  |            |            |  |  |        |        |
|  | Dmytro Ossypenko    | 0            | Anton Kasakow       | 3                 |                   |               |  |  |            |            |  |  |        |        |
|  |                     |              | Anton Kasakow       | 3                 |                   |               |  |  |            |            |  |  |        |        |
|  |                     |              |                     |                   | Serhij Petrasch   | 2             |  |  |            |            |  |  |        |        |
|  | Serhij Petrasch     | 2            |                     |                   | Serhij Petrasch   | 2             |  |  |            |            |  |  |        |        |
|  | Serhij Petrasch     | 2            |                     |                   |                   |               |  |  |            |            |  |  |        |        |
|  | Pavel Baciu         | 0            |                     |                   |                   |               |  |  |            |            |  |  |        |        |
|  | Pavel Baciu         | 0            | Anton Kasakow       | 3                 |                   |               |  |  |            |            |  |  |        |        |
|  |                     |              | Anton Kasakow       | 3                 |                   |               |  |  |            |            |  |  |        |        |
|  |                     |              |                     | Kyrylo Bajdala    | 1                 |               |  |  |            |            |  |  |        |        |
|  | Wladyslaw Chymytsch | 2            |                     | Kyrylo Bajdala    | 1                 |               |  |  |            |            |  |  |        |        |
|  | Wladyslaw Chymytsch | 2            |                     |                   |                   |               |  |  |            |            |  |  |        |        |
|  | Artem Surschykow    | 1            |                     |                   |                   |               |  |  |            |            |  |  |        |        |
|  | Artem Surschykow    | 1            | Wladyslaw Chymytsch | 1                 |                   |               |  |  |            |            |  |  |        |        |
|  |                     |              | Wladyslaw Chymytsch | 1                 |                   |               |  |  |            |            |  |  |        |        |
|  |                     |              |                     |                   | Kyrylo Bajdala    | 3             |  |  |            |            |  |  |        |        |
|  | Kyrylo Bajdala      | 2            |                     |                   | Kyrylo Bajdala    | 3             |  |  |            |            |  |  |        |        |
|  | Kyrylo Bajdala      | 2            |                     |                   |                   |               |  |  |            |            |  |  |        |        |
|  | Heorhij Petrunko    | 1            |                     |                   |                   |               |  |  |            |            |  |  |        |        |
|  | Heorhij Petrunko    | 1            | Anton Kasakow       | 2                 |                   |               |  |  |            |            |  |  |        |        |
|  |                     |              | Anton Kasakow       | 2                 |                   |               |  |  |            |            |  |  |        |        |
|  |                     |              |                     | Denys Chmelewskyj | 4                 |               |  |  |            |            |  |  |        |        |
|  | Mykyta Rudenko      | 2            |                     | Denys Chmelewskyj | 4                 |               |  |  |            |            |  |  |        |        |
|  | Mykyta Rudenko      | 2            |                     |                   |                   |               |  |  |            |            |  |  |        |        |
|  | Wadym Korjahin      | 0            |                     |                   |                   |               |  |  |            |            |  |  |        |        |
|  | Wadym Korjahin      | 0            | Mykyta Rudenko      | 0                 |                   |               |  |  |            |            |  |  |        |        |
|  |                     |              | Mykyta Rudenko      | 0                 |                   |               |  |  |            |            |  |  |        |        |
|  |                     |              |                     |                   | Denys Chmelewskyj | 3             |  |  |            |            |  |  |        |        |
|  | Matwij Lahodsynskyj | 0            |                     |                   | Denys Chmelewskyj | 3             |  |  |            |            |  |  |        |        |
|  | Matwij Lahodsynskyj | 0            |                     |                   |                   |               |  |  |            |            |  |  |        |        |
|  | Denys Chmelewskyj   | 2            |                     |                   |                   |               |  |  |            |            |  |  |        |        |
|  | Denys Chmelewskyj   | 2            | Denys Chmelewskyj   | 3                 |                   |               |  |  |            |            |  |  |        |        |
|  |                     |              | Denys Chmelewskyj   | 3                 |                   |               |  |  |            |            |  |  |        |        |
|  |                     |              |                     | Witalij Pazura    | 1                 |               |  |  |            |            |  |  |        |        |
|  | Petro Sydorenko     | 1            |                     | Witalij Pazura    | 1                 |               |  |  |            |            |  |  |        |        |
|  | Petro Sydorenko     | 1            |                     |                   |                   |               |  |  |            |            |  |  |        |        |
|  | Jurij Semko         | 2            |                     |                   |                   |               |  |  |            |            |  |  |        |        |
|  | Jurij Semko         | 2            | Jurij Semko         | 0                 |                   |               |  |  |            |            |  |  |        |        |
|  |                     |              | Jurij Semko         | 0                 |                   |               |  |  |            |            |  |  |        |        |
|  |                     |              |                     |                   | Witalij Pazura    | 3             |  |  |            |            |  |  |        |        |
|  | Arsen Petrossow     | 0            |                     |                   | Witalij Pazura    | 3             |  |  |            |            |  |  |        |        |
|  | Arsen Petrossow     | 0            |                     |                   |                   |               |  |  |            |            |  |  |        |        |
|  | Witalij Pazura      | 2            |                     |                   |                   |               |  |  |            |            |  |  |        |        |

### Finale
Im Finale traf der 15-jährige Titelverteidiger Anton Kasakow auf den zehn Jahre älteren Denys Chmelewskyj, der zuvor im Snooker erst einmal an der nationalen Meisterschaft teilgenommen hatte (2012) und damals im Achtelfinale ausgeschieden war. Drei Monate zuvor hatten beide gemeinsam die ukrainische Mannschaftsmeisterschaft gewonnen.
Chmelewskyj startete besser in das Endspiel und sicherte sich knapp den ersten Frame. Anschließend drehte Kasakow unter anderem mit einem 58er-Break das Spiel zu einer 2:1-Führung. Die folgenden drei Durchgänge sicherte sich Chmelewskyj, der damit erstmals ukrainischer Meister wurde.
| Finale: Best of 7 Frames BK Lider, Kiew, Ukraine, 21. September 2020 |                |                   |
| Anton Kasakow                                                        | 2:4            | Denys Chmelewskyj |
| 38:48, 95:0 (58), 74:24, 51:85, 43:70, 38:55                         |                |                   |
| 58                                                                   | Höchstes Break | –                 |
| –                                                                    | Century-Breaks | –                 |
| 1                                                                    | 50+-Breaks     | –                 |

## Damenturnier

### Modus
Die acht Teilnehmerinnen wurden in zwei Gruppen eingeteilt, in denen sie im Rundenturniermodus gegeneinander antraten. Die zwei Bestplatzierten jeder Gruppe qualifizierten sich für die Finalrunde, in der das Turnier im K.-o.-System fortgesetzt wurde.

### Turnierverlauf
Der Damenwettbewerb, der zuletzt 2015 ausgetragen worden war, hatte ein sehr junges Teilnehmerfeld; die Hälfte der acht Teilnehmerinnen war jünger als 14 Jahre, lediglich zwei Spielerinnen waren älter als 23 Jahre.
In der ersten Gruppe setzte sich die amtierende U16-Meisterin Marharyta Lissowenko klar durch, nur gegen Wiktorija Nahorna, die ukrainische Meisterin von 2007, hatte sie einen Frame verloren. Hingegen war die mehrmalige Poolbillard-Meisterin Daryna Krasnoschon ohne Framegewinn geblieben. In der Gruppe B kam die Studentenmeisterin Ljubow Schyhajlowa auf den ersten Platz. Sie hatte lediglich im Auftaktmatch gegen Bohdana Solomka, die sich anschließend den zweiten Rang sicherte, einen Frame abgeben müssen.
Die beiden Gruppensiegerinnen setzten sich auch im Halbfinale durch. Während Lissowenko gegen Solomka mit 2:0 gewann, entschied Schyhajlowa die Partie gegen Wiktorija Nahorna im Decider für sich. Mit 13 Jahren, 4 Monaten und 29 Tagen wurde Lissowenko zur bislang jüngsten Finalistin der Snooker-Meisterschaft. Während Lissowenko auf Erwachsenenebene erstmals ins Finale einer nationalen Meisterschaft eingezogen war, hatte Ljubow Schyhajlowa bereits achtmal im Endspiel gestanden, davon sechsmal im Poolbillard und zweimal im Russischen Billard und war 2018 ukrainische Meisterin in den Disziplinen 8-Ball und Freie Pyramide geworden. 
Im Finale gewann Schyhajlowa mit 2:1 gegen Marharyta Lissowenko und wurde somit erstmals nationale Meisterin im Snooker. Zudem ist sie die erste Spielerin, die in den drei Billardvarianten Poolbillard, Russisches Billard und Snooker den ukrainischen Meistertitel gewann.

### Vorrunde

#### Gruppe A
| Platz | Spieler              | G | V | Frames |
| ----- | -------------------- | - | - | ------ |
| 1     | Marharyta Lissowenko | 3 | 0 | 6:1    |
| 2     | Wiktorija Nahorna    | 2 | 1 | 5:2    |
| 3     | Sonja Hratsch        | 1 | 2 | 2:4    |
| 4     | Daryna Krasnoschon   | 0 | 3 | 0:6    |

| Spiel | Spieler 1            | Ergebnis | Spieler 2          |
| ----- | -------------------- | -------- | ------------------ |
| 1     | Marharyta Lissowenko | 12:12    | Wiktorija Nahorna  |
| 2     | Sonja Hratsch        | 02:02    | Daryna Krasnoschon |
| 3     | Marharyta Lissowenko | 02:02    | Daryna Krasnoschon |
| 4     | Wiktorija Nahorna    | 02:02    | Sonja Hratsch      |
| 5     | Marharyta Lissowenko | 02:02    | Sonja Hratsch      |
| 6     | Daryna Krasnoschon   | 20:20    | Wiktorija Nahorna  |

#### Gruppe B
| Platz | Spieler             | G | V | Frames |
| ----- | ------------------- | - | - | ------ |
| 1     | Ljubow Schyhajlowa  | 3 | 0 | 6:1    |
| 2     | Bohdana Solomka     | 2 | 1 | 5:2    |
| 3     | Rjenata Schtschyruk | 1 | 2 | 2:4    |
| 4     | Daryna Schaschyna   | 0 | 3 | 0:6    |

| Spiel | Spieler 1           | Ergebnis | Spieler 2          |
| ----- | ------------------- | -------- | ------------------ |
| 1     | Rjenata Schtschyruk | 02:02    | Daryna Schaschyna  |
| 2     | Bohdana Solomka     | 21:21    | Ljubow Schyhajlowa |
| 3     | Rjenata Schtschyruk | 20:20    | Ljubow Schyhajlowa |
| 4     | Daryna Schaschyna   | 20:20    | Bohdana Solomka    |
| 5     | Rjenata Schtschyruk | 20:20    | Bohdana Solomka    |
| 6     | Ljubow Schyhajlowa  | 02:02    | Daryna Schaschyna  |

### Finalrunde
|  | Halbfinale           | Halbfinale |                      |                    | Finale | Finale |
|  |                      |            |                      |                    |        |        |
|  |                      |            |                      |                    |        |        |
|  | Marharyta Lissowenko | 2          |                      |                    |        |        |
|  | Bohdana Solomka      | 0          |                      |                    |        |        |
|  |                      |            | Marharyta Lissowenko | 1                  |        |        |
|  |                      |            |                      | Ljubow Schyhajlowa | 2      |        |
|  | Wiktorija Nahorna    | 1          |                      |                    |        |        |
|  | Ljubow Schyhajlowa   | 2          |                      |                    |        |        |
|  |                      |            |                      |                    |        |        |